# Eleutherodactylus orientalis
Espèce
Synonymes
- Sminthillus limbatus orientalis Barbour & Shreve, 1937

Statut de conservation UICN

 CR B1ab(iii) : 
En danger critique
Eleutherodactylus orientalis est une espèce d'amphibiens de la famille des Eleutherodactylidae.

## Répartition
Cette espèce est endémique de la province de Guantanamo à Cuba. Elle se rencontre vers 300 m d'altitude sur le Yunque de Baracoa.

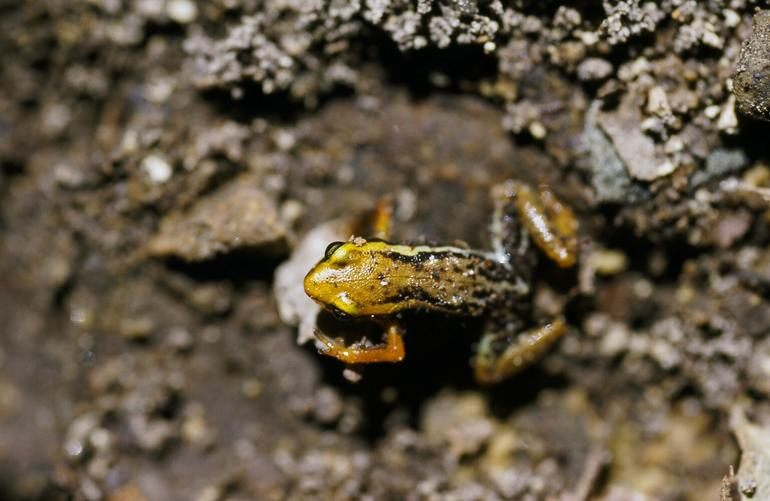
Eleutherodactylus orientalis

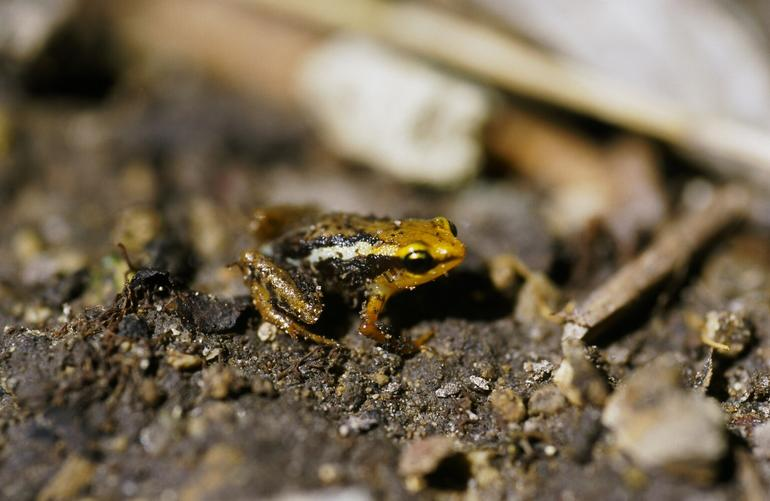
Eleutherodactylus orientalis

## Publication originale
- Barbour & Shreve, 1937 : Novitates cubanae. Bulletin of the Museum of Comparative Zoology, vol. 80, p. 377-387 (texte intégral).